# Helina procedens
Helina procedens är en tvåvingeart som först beskrevs av Walker 1861.  Helina procedens ingår i släktet Helina och familjen husflugor. Inga underarter finns listade i Catalogue of Life.